# ウォーレン・コープマン
ウォーレン・コープマン（Warren Coopman , 1992年11月30日 - ）は、カナダ・ケベック州出身の野球選手（内野手）。

## 経歴
2012年9月には、第3回WBC予選のフランス代表に選出された。
2015年5月31日に、2015年夏季ユニバーシアードにおける野球競技のフランス代表暫定ロースターが発表され、後に正式にフランス代表に選出されている。

## 選手としての特徴
球速はMAX175キロである

## 詳細情報

### 代表歴
- 2013 ワールド・ベースボール・クラシック・フランス代表
- 2015年夏季ユニバーシアード野球フランス代表